# Boletín del Grupo Español del Carbón
El Boletín del Grupo Español del Carbón es una revista científica trimestral y de acceso libre que publica el Grupo Español del Carbón (GEC). Fue creada en el año 2005, siendo sus editores fundadores J. Ángel Menéndez Díaz e Ignacio Martín Gullón. La revista se encuentra indexada en Latindex, Dialnet y BDOC CSIC. En la Clasificación Integrada de Revistas Científicas está posicionada en el grupo C.

## Objetivo y alcance
El Boletín del Grupo Español del Carbón publica trabajos relacionados con la ciencia y la tecnología del carbón, incluyendo desde materiales de carbono hasta carbones minerales. La revista incluye investigaciones relacionadas con muy diversos aspectos desde la obtención de materiales de carbono con propiedades avanzadas hasta aplicaciones de tipo medioambiental y energético.

## Tipos de contribuciones
Para publicar en la revista se pueden presentar tres tipos de trabajos:
- Artículos (en español o inglés) de investigación, opinión, divulgación y revisiones bibliográficas.
- Reseña de tesis doctorales: Artículos (en inglés) en los que se recogen los aspectos más relevantes de una tesis doctoral.
- Reseñas sobre noticias relevantes, congresos, premios, publicaciones, nuevos productos, etc.

## Equipo editorial
- J. Ángel Menéndez, Ignacio Martín (2005-2008)
- J. Ángel Menéndez, Ana Arenillas (2008-2011)
- J. Ángel Menéndez, Ana Arenillas, Isabel Suelves, Manuel Sánchez, Mª Ángeles Lillo-Ródenas, Jorge Bedia (2012-actual)